# Лихосілка
Лихосі́лка — село в Україні, у Краснопільській сільській громаді Бердичівського району Житомирської області. Населення становить 262 осіб.

## Географія
У селі річка Кобилиха впадає у Тетерів, праву притоку Дніпра.

## Населення

### Мова
Розподіл населення за рідною мовою за даними перепису 2001 року:
| Мова       | Кількість | Відсоток |
| ---------- | --------- | -------- |
| українська | 262       | 100 %    |

## Історія
У 1906 році село — Краснопільської волості Житомирського повіту Волинської губернії. Відстань від повітового міста 74 версти, від волості 4. Дворів 84, мешканців 559.
У 1926—54 роках — адміністративний центр Лихосільської сільської ради Янушпільського району.